# Lasocice (województwo opolskie)
Lasocice (niem. Lassoth, 1936–1945 Grünfließ)– wieś w Polsce położona w województwie opolskim, w powiecie nyskim, w gminie Łambinowice.
W latach 1975–1998 miejscowość administracyjnie należała do ówczesnego województwa opolskiego.

## Nazwa
W księdze łacińskiej Liber fundationis episcopatus Vratislaviensis (pol. Księga uposażeń biskupstwa wrocławskiego) spisanej za czasów biskupa Henryka z Wierzbna w latach 1295–1305 miejscowość wymieniona jest w zlatynizowanej formie Lessentzicz w szeregu wsi lokowanych na prawie polskim iure polonico, z których biskupstwo pobierało dziesięcinę Nota decimas polonicales.

## Zabytki
Do wojewódzkiego rejestru zabytków wpisane są:
- kościół fil. pw. św. Franciszka z Asyżu, z XVII w.
- dom nr 20, szachulcowo-murowany, z XVIII w.

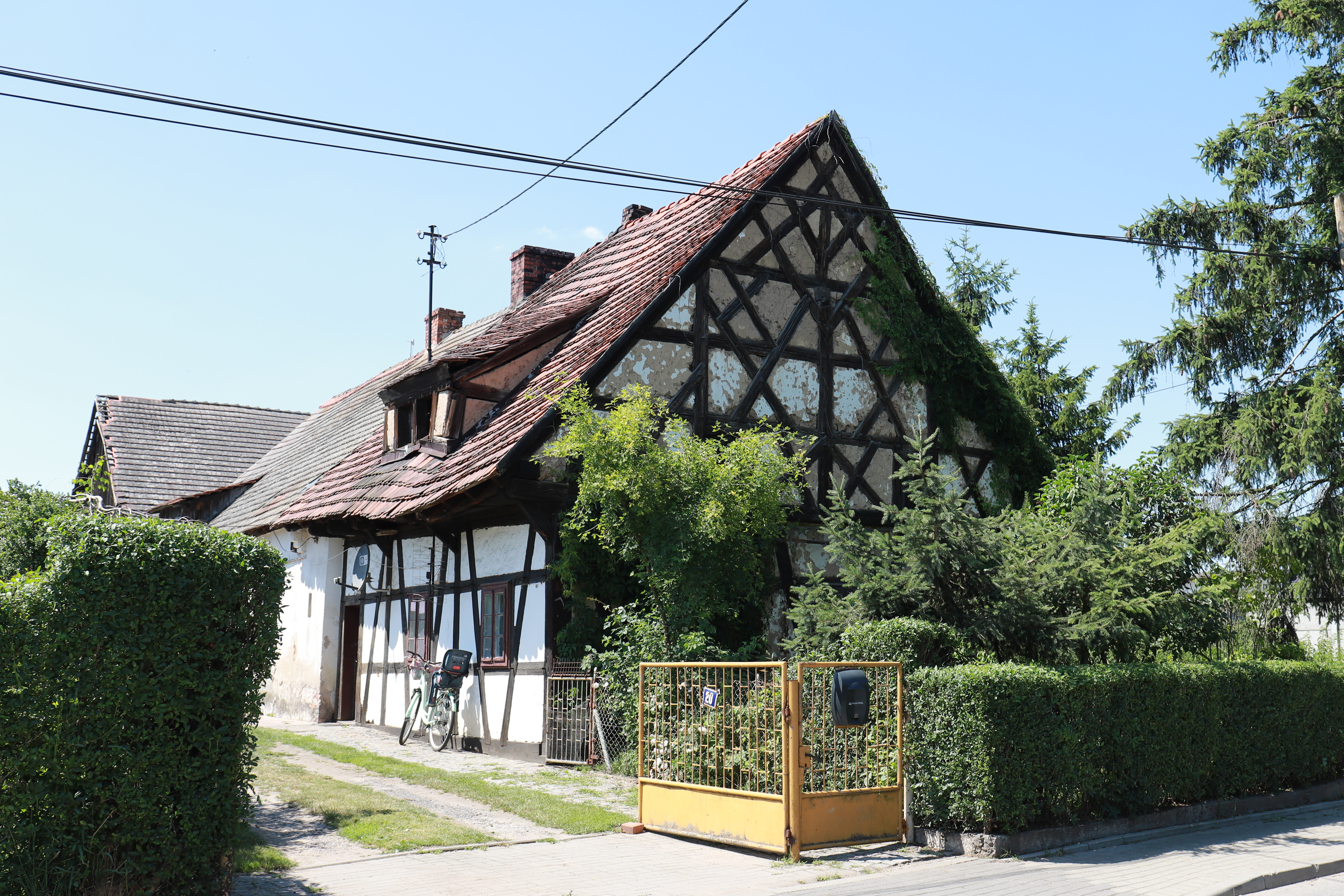
Dom nr 20